# Coves de Karla
Les coves de Karla o Karli són un conjunt de coves rupestres budistes de l'antiga Índia situades a la localitat de Karli, prop de Lonavala, Maharashtra. Les coves es tallaren en dos períodes: del s. II ae al segle ii, i del segle V al segle x. La cova més antiga data del 160 ae i es va construir prop d'una ruta comercial important que es dirigia del Mar d'Aràbia a l'est a la regió de Dècan. Es tracta d'un conjunt d'arquitectura tallada en roca natural, santuaris que apareixen en espais excavats en zones rocoses, fet que ens explicaria el bon estat de conservació de gran part d'aquestes. A partir del segle II es comença a deixar enrere la fusta com a element fonamental de construcció. El conjunt està compost per 16 coves, de les quals en podem destacar la cova número 8, el Gran Chaitya i les tres grans viharas. La resta es tractarien de coves menors o lenas.
Els budistes, que s'han identificat amb el comerç i la indústria per la seua associació primerenca amb els mercaders, tendien a situar els monestirs en formacions naturals properes a rutes comercials importants, per proporcionar allotjament al viatjants de comerç. Hui el conjunt de coves és un monument protegit pel Servei Arqueològic de l'Índia. Les coves s'associaren històricament amb la secta budista Mahasamghika, molt popular en aquesta regió de l'Índia.

## Orígens comercials
La cova-santuari més antiga que es troba en aquest complex es pensa que data del 160 aC, l'estat de conservació del qual és acceptable. Aquestes coves apareixen als voltants pròxims de les rutes comercials, convertint-se en zones de pas per als mercaders i més endavant en un espai de pelegrinatge budista. Les coves de Karli es situen al vell mig del que podríem considerar com l'antiga divisió entre l'Índia del Sud i l'Índia del Nord, sent aquest espai fronterer una zona de molta presència comercial. La ruta de la seda va ser la gran propulsora del desenvolupament d'aquests tipus d'espais budistes, molts dels quals es van fundar en la mateixa regió de Maharashtra seguint el mateix model de coves-santuari. Les coves de Karli son de les més antigues i també de les més petites que trobem en aquesta regió.

## Context històric i artístic
El complex se situa a l'Índia, ja sota regència del Budisme, majoritàriament. Es data dins del període dels Maurya, dinastia imperial fundada per Chandragupta Maurya. El tercer emperador de la dinastia fou Aixoka, el qual es va convertir al Budisme i va donar lloc a aquesta nova religió, que va servir com a font d'inspiració, eina d'estudi i recorregut iconogràfic i propagandístic de molts monuments i fenòmens artístics de l'imperi. Artísticament la dinastia no només va aportar aquest nou interès per l'arquitectura excavada, sinó que va innovar en molts conceptes simbòlics i alhora artístics. Així com l'ús de la pedra, el símbol de la flor de lotus invertida (que tindrà molta pervivència); els stambha, com a element de suport a la llei budista; els Stupa, com a nou monument funerari de pelegrinatge i una proliferació del símbol del lleó, que es va convertir en un emblema propi de la civilització.

## Coves-Santuari
Encara que el terme "coves" no sigui del tot correcte per a descriure aquests espais, és el que més s'utilitza quan es parlen d'aquest tipus de santuaris tallats en roca, aquesta expressió molt primerenca del budisme durant la dinastia Maurya. La primera gran etapa d'aquests santuaris compren els segles de II a.C i II d.C, que correspon amb la fase Theravada. Com s'ha dit, les rutes comercials i sobretot la ruta de la seda van propulsar l'aparició d'aquests santuaris, però l'origen de les seves localitzacions apartades podrien seguir les normes budistes que deien que el Sangha no havia de viure ni molt a prop ni molt allunyat de les ciutats dels homes.
Aquests espais ens donen una idea de com podrien haver estat els temples budistes que els antecedien i que actualment no es conserven. El procediment constructiu de les coves consistia en un buidatge en roca en forma de nau basilical delimitant l'altura i la llargada planejada. Un cop es buidava l'espai i es delimitava la façana, el treball es plantejava més com una obra d'escultura que no pas d'arquitectura, on la talla era la tècnica més usada per a la perfecció dels interiors i exterior (façana). El sostre era el primer element en treballar-se, continuat per la façana i la talla dels pilars i l'stupa (si el santuari comptava amb una). Encara que rarament es conserven, les coves contenien pintures murals tant en l'interior com a l'exterior. Tenim constància també de a presència de la fusta en les coves, normalment les més primerenques, com les de Bhaja, que sabem que tant la façana com parts de l'interior estaven originalment fets amb fusta.
L'aspecte i la distribució dels santuaris budistes, com passa amb les esglésies cristianes i les mesquites musulmanes, podrien explicar-se des d'un punt de vista simbòlic. La gran i única nau feta de fusta podria remetre a l'univers, entesa com una casa celestial de la qual la porta n'és l'entrada: "...the chaitya might be tought of as a realization in material form of that cosmic house which is the universe, its entrance the door of the world, the frame in which Indra fixed the air" (Rowland, Benjamin, 1953).

#### Arquitectura
La cova principal allotja una chaitya o capella del segle i. Es considera de les més importants capelles excavades en roca de l'Índia: fa 45 m de llarg per 14 d'alt. Inclou escultures d'homes i dones, així com d'animals, com lleons i elefants.
En el conjunt s'inclouen altres capelles esculpides, així com vihara o llocs de dol per als monjos de les coves. Un tret cridaner d'aquestes coves és la seua entrada en arc de ferradura, així com el seu interior en arc. Hi ha un pilar Aixoka en l'entrada, amb una façana de pedra i una porta monumental al bell mig.

## Composició

### Gran Chaitya, Cova n.º 8
Construida durant la segona meitat del segle I a.C, aquest cova està organitzada en una gran sala d'oració o chaitya que s'eleva fins als 14 metres i arriba als 45 metres de llargada, consolidant-se com la chaitya tallada en roca més gran de l'Índia dins del budisme Hinayana. La façana del Chaitya ofereix un gran pòrtic precedit per dos enormes pilars octogonals (actualment només se'n conserva un) amb capitells lotiformes els quals serveixen de base per uns lleons tallats en pedra que antigament subjectaven enormes rodes de metall. L'ordre arquitecònic d'aquests pilars constitueix la continuació dels ordres que trobariem durant el període Maurya, remetent a la forma de l'ampolla d'aigua dels Brahmin, coneguda com lota. La façana amb els monumentals pilars té precedents en les portes de temples mesopotàmics i egipcis, confirmant els més que evidents contactes entre l'Índia i l'Àsia Occidental.
Creuant la façana ens trobem amb una mena de porxo interior o nàrtex, anomenat Veranda, on hi veiem relleus amb iconografia budista. Al lateral s'hi troba una balconada que s'adossa sobre tres elefants, que actuen com a membres que ens donen la benvinguda. No s'ha pogut identificar encara cada un dels elements i programes preexistents en el complex, tot i així si que s'han pogut acurar alguns aspectes. Als laterals dels accessos que es troben precedits per la porta d'entrada, s'hi han trobat dos relleus amb dos parelles de personatges, respectivament. S'han identificat com a parelles eròtiques (Mithuna); personificacions de la natura, gràcies al conjunt d'elements decoratius que acompanyen l'escena; o bé com una parella de prínceps, que manté la identificació més raonada. En aquesta mateixa paret, al centre, s'hi troba un relleu on apareix Buda acompanyat de súbdits. Relleu que data d'una època posterior. El tret únic d'aquesta façana és que tota ella està tallada en pedra, deixant enrere les tallades en fusta, excepte la finestra de lotus. Aquesta finestra que estava sempre present en aquest model d'edificis, ens torna a remetre a una funció simbòlica.
L'interior es caracteritza per una volta de Kudú revestida de fusta i un motiu iconogràfic que es repeteix. Es compon de 37 pilars situats als lateral de la gran nau, de secció octogonal amb base i capitell. El capitell es forma a través d'una piràmide invertida esglaonada, que sustenta dos parelles de personatges, uns muntats a cavall (a la part que dona a l'interior) i els altres muntats sobre un elefant (a la part que dona a l'exterior). La proximitat dels capitells entre si recorden a un trifori continu ornamentat. El mateix motiu de la piràmide invertida esglaonada es troba també just a la part superior de l'stupa tallada en pedra que trobem al final d'aquest santuari, que coincideix amb la circumferència del deambulatori.
La Cova 8 del complex de Karli és la culminació d'altres chaitya anteriors que es van construir a l'Índia Occidental, sent aquests les primeres expressions de coves-santuaris i precedint la gran obra del Gran Chaitya de Karli. Tot i conservar originalment la gran majoria de la fusta que trobem en el seu interior, es van restaurar algunes parts al segle xix.

#### Inscripcions
No és estrany trobar-se amb inscripcions tallades en pedra aquest tipus de santuaris budistes, ja siguin documentant la finalització d'un determiant element o deixant rastre dels donants. En les parets del Gran Chaitya del complex de Karli trobem aquests exemples, com la inscripció a la Veranda que ens parla sobra la finalització d'aquest porxo per part d'un setthi (mercader, home ric) anomenat Buthapala. Unes de molt interessants son les que trobem a sis dels pilars interiors, escrites en grec, que fan referència a uns donants. El fet que estiguin en grec ens parlen del concepte de Yavana, terme que s'assignava a personatges estrangers, normalment de provinents de Jònia (per tant, d'origen grec). Les inscripcions d'aquests Yavana ocupen els sis pilars que van ser donants per ells, en grec, però utilitzant el seu nom indi, mostrant-nos l'assimilació a la cultura per part d'aquests estrangers.
Altres inscripcions ens mostren dedicatòries o governadors deixant la seva emprenta, com les dues que es troben també a la Veranda, dues inscripcions que ens remeten a dos governadors regionals, Nahapana i Sri Pulumayi. En totes dues inscripcions es parla de coves de Valurak i no pas de coves Karli, fent-nos pensar que aquest és el nom antic que rebien aquestes coves.

## Galeria

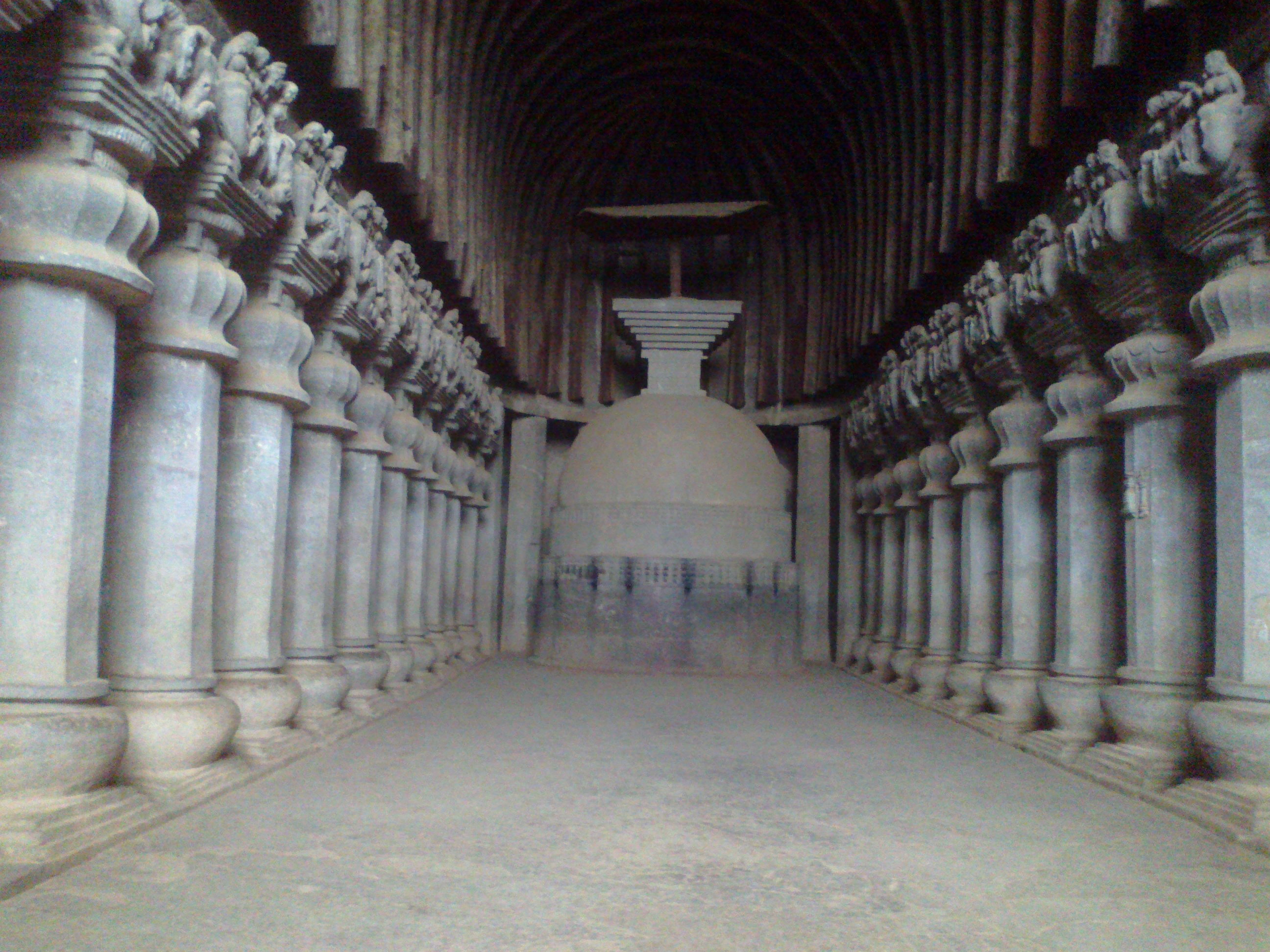
Chaitygruha a les coves de Karla
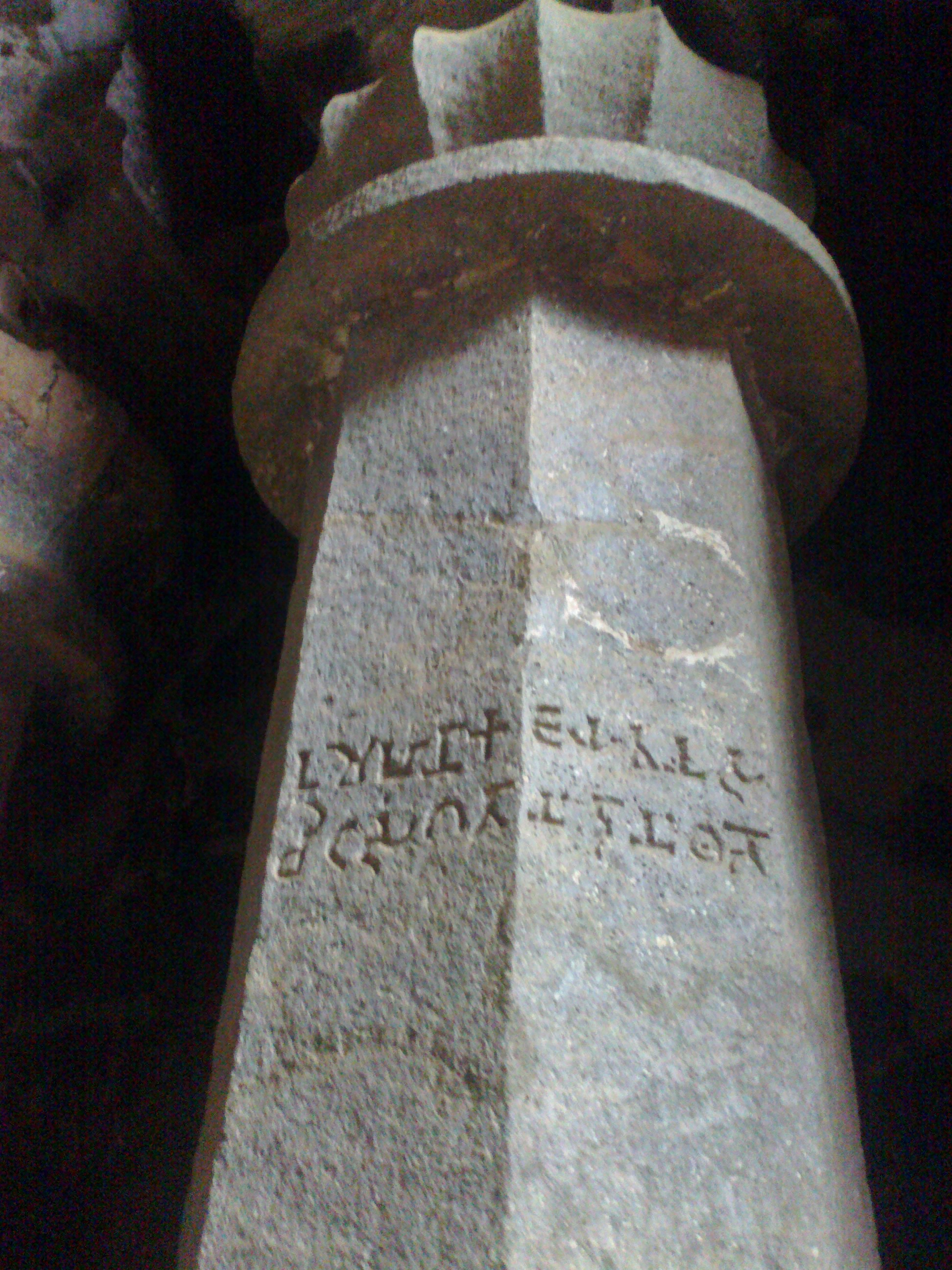
Inscripció en un pilar
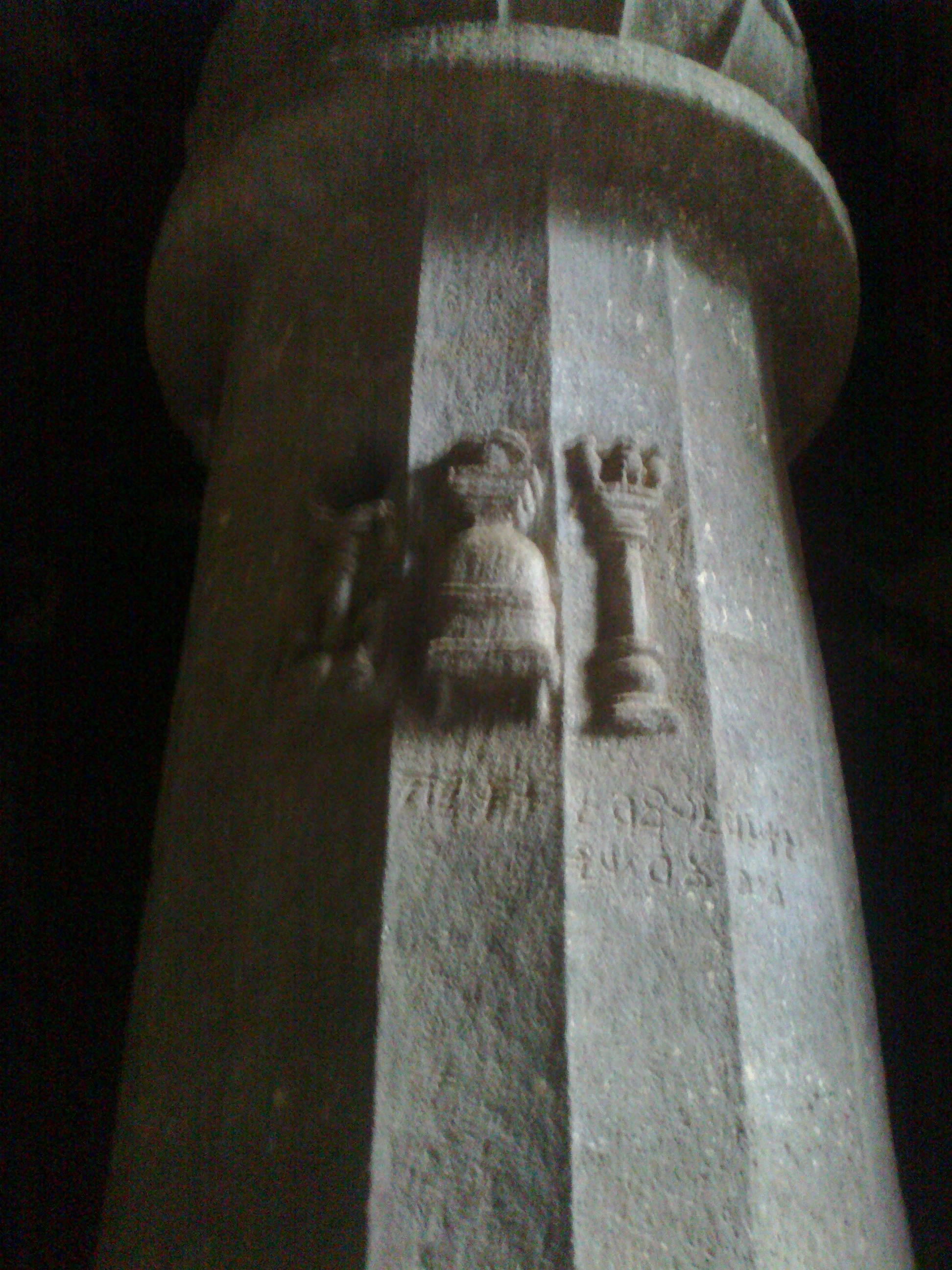
Relleu en un pilar
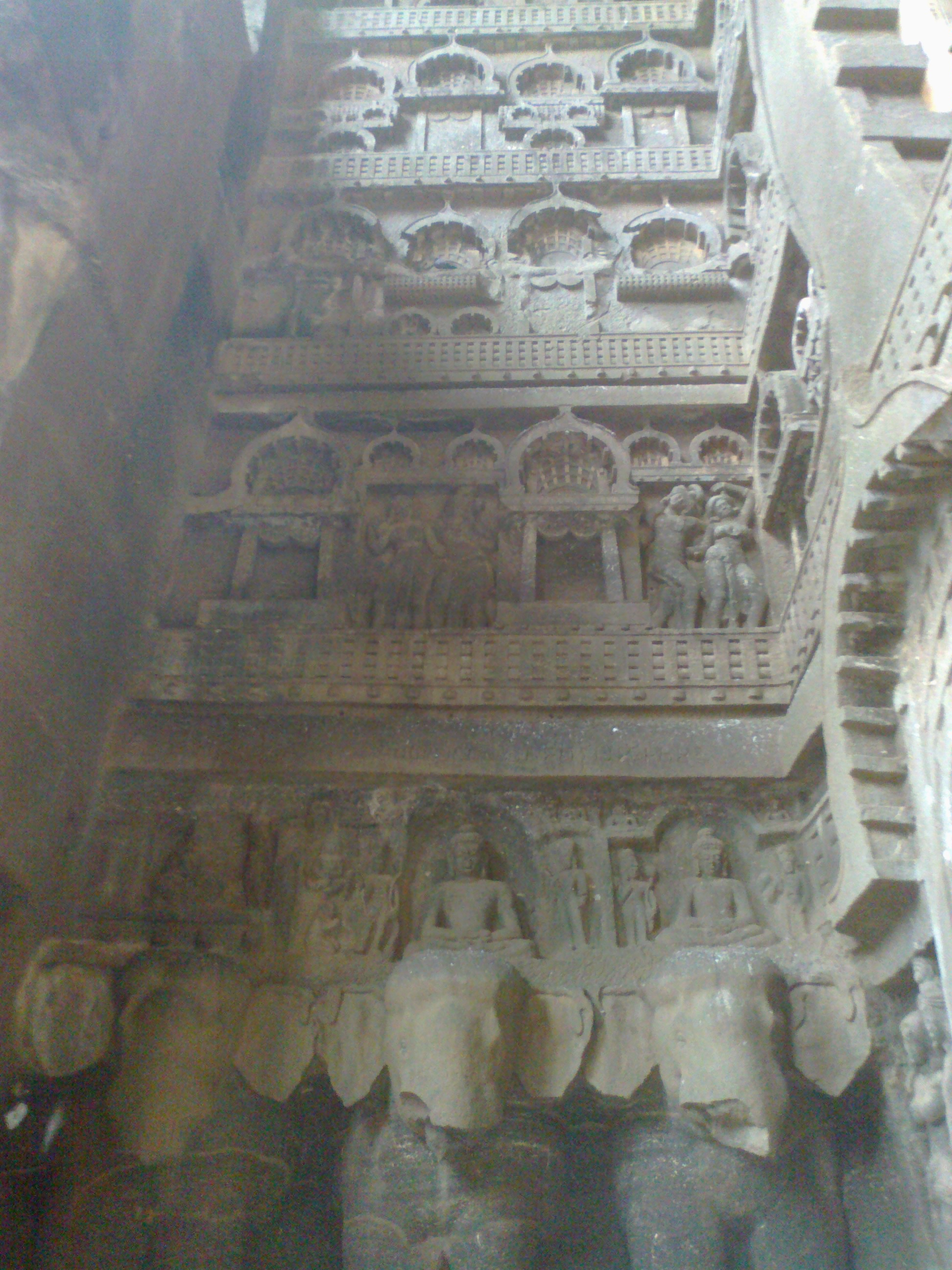
Relleu
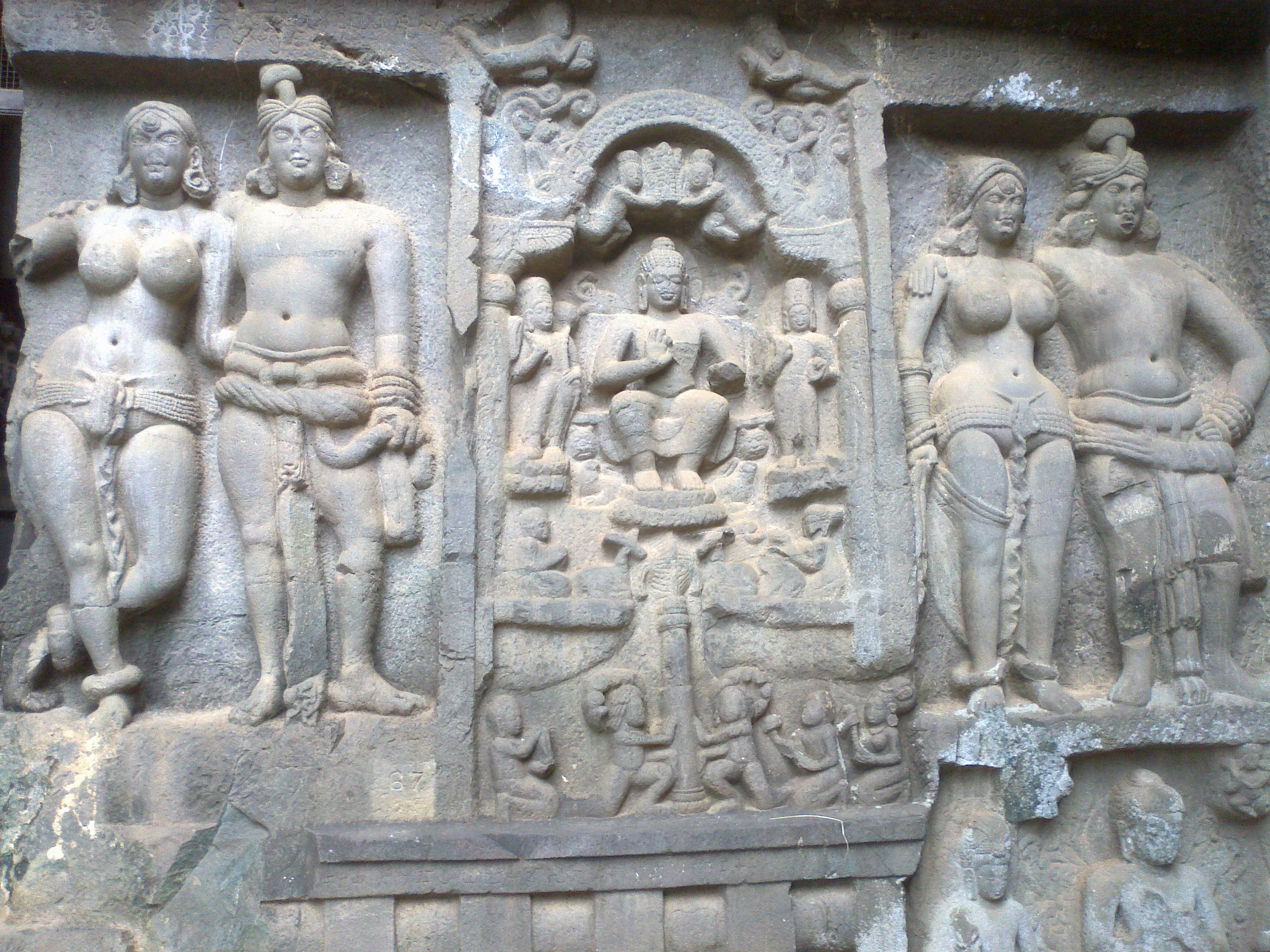
Relleu
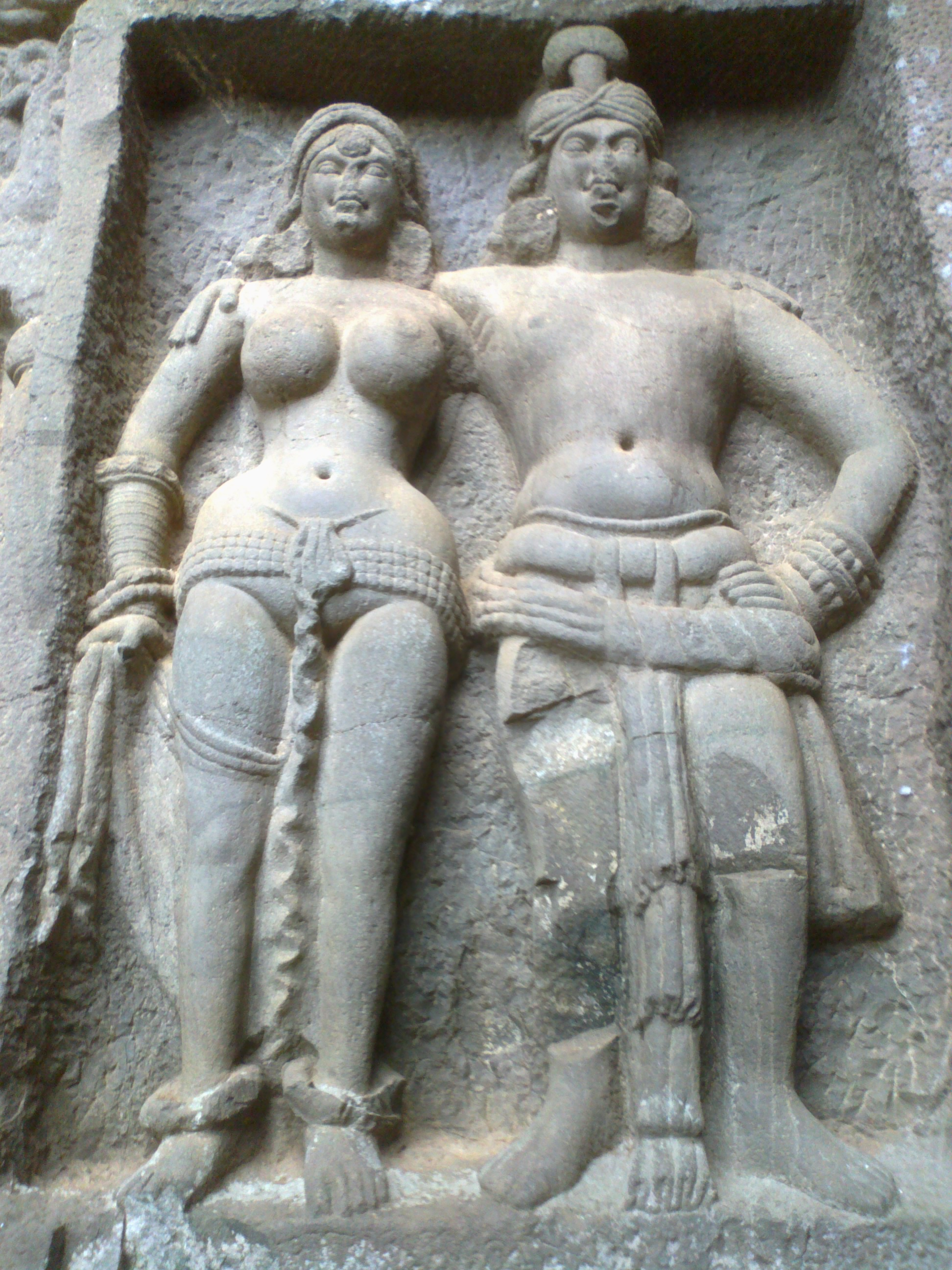
Relleu
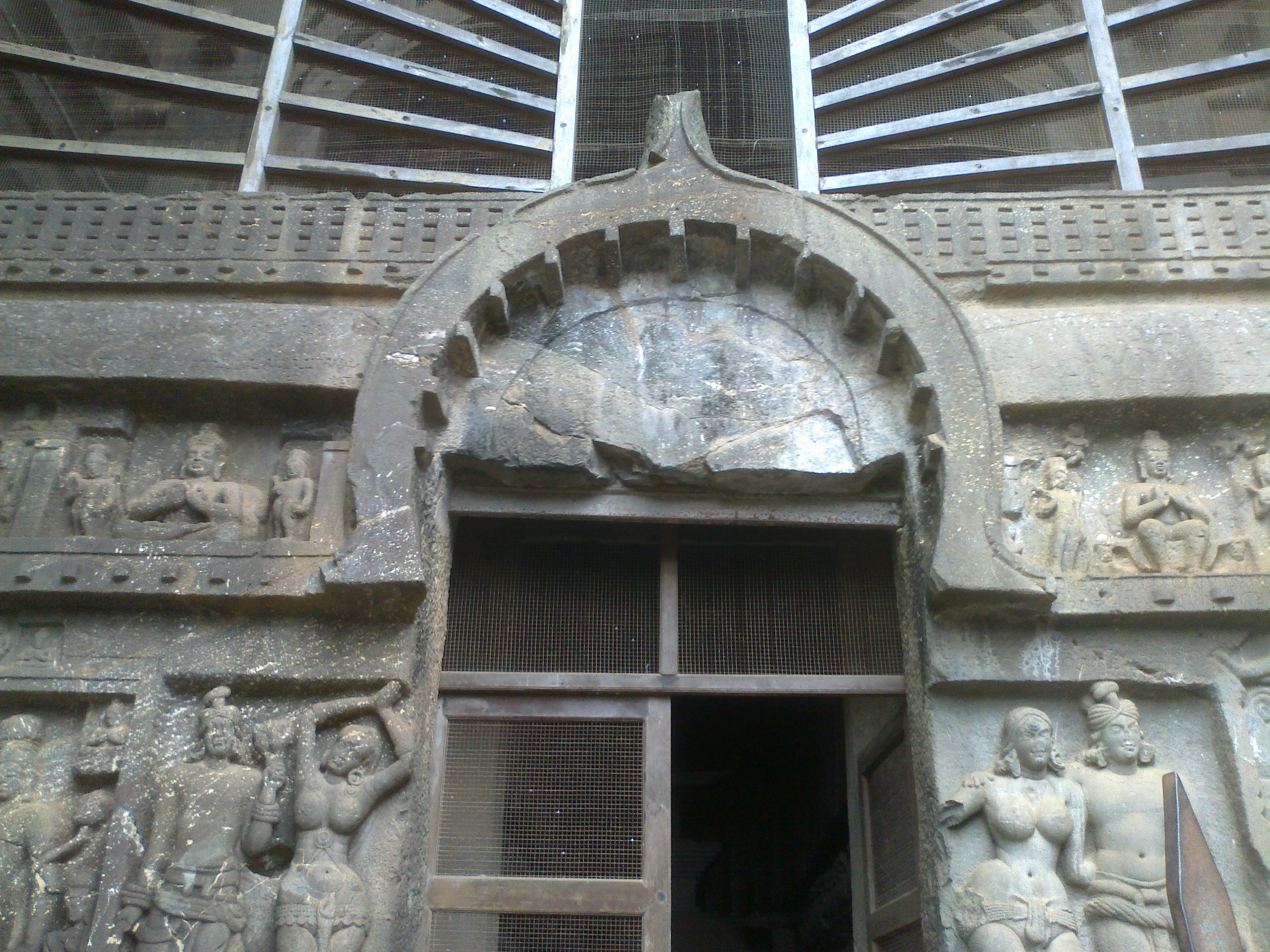
Exterior de la Chaitygruha principal
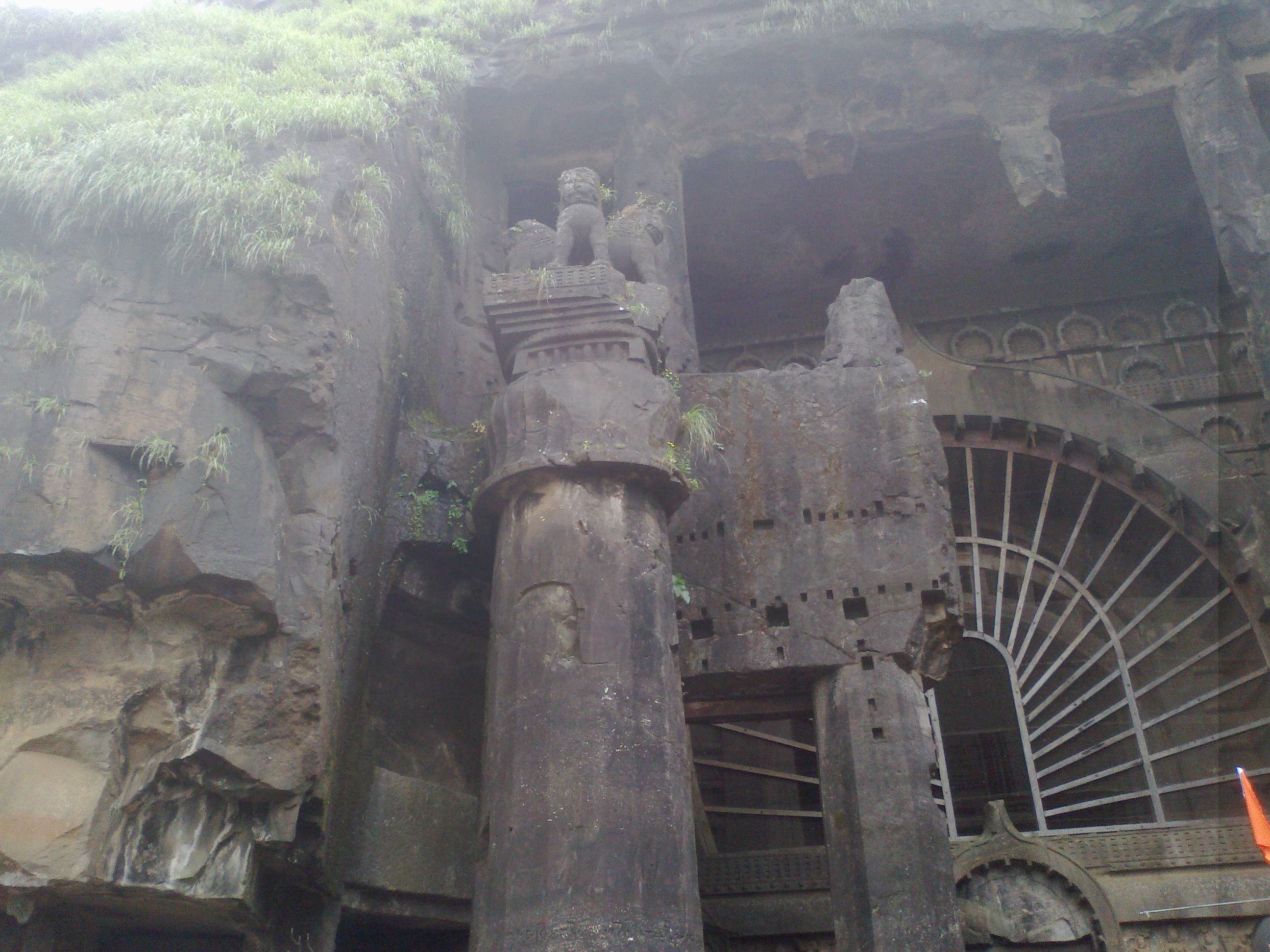
Pilar en l'entrada del Chaitygruha principal
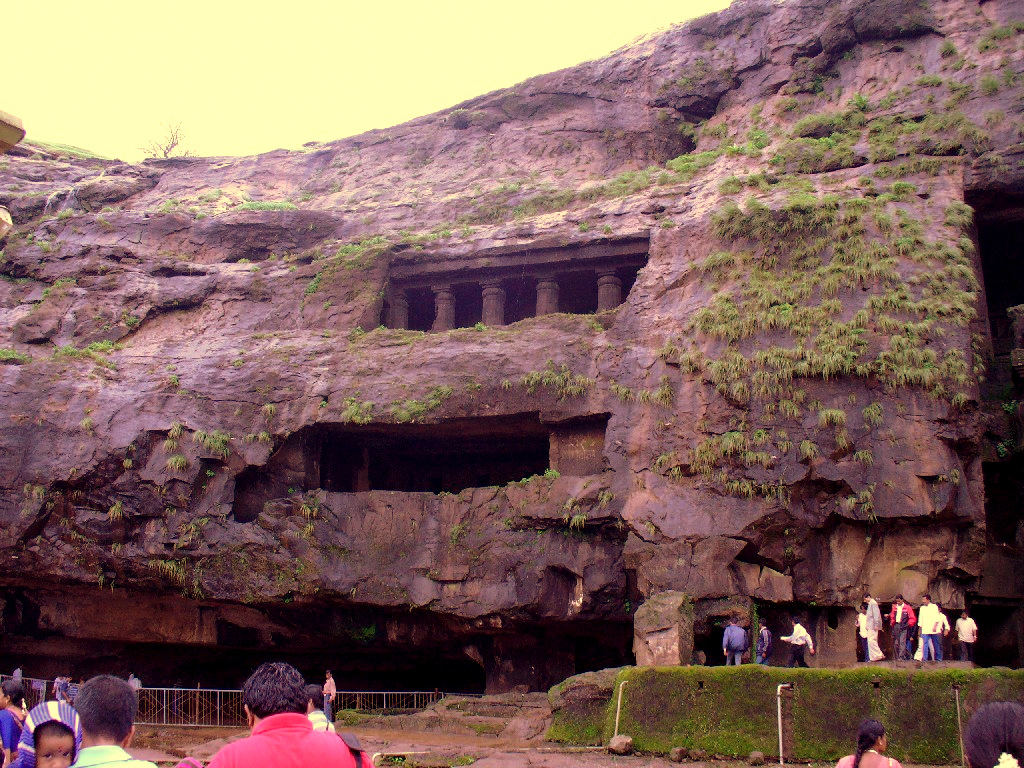
Exterior del complex de coves en 2007
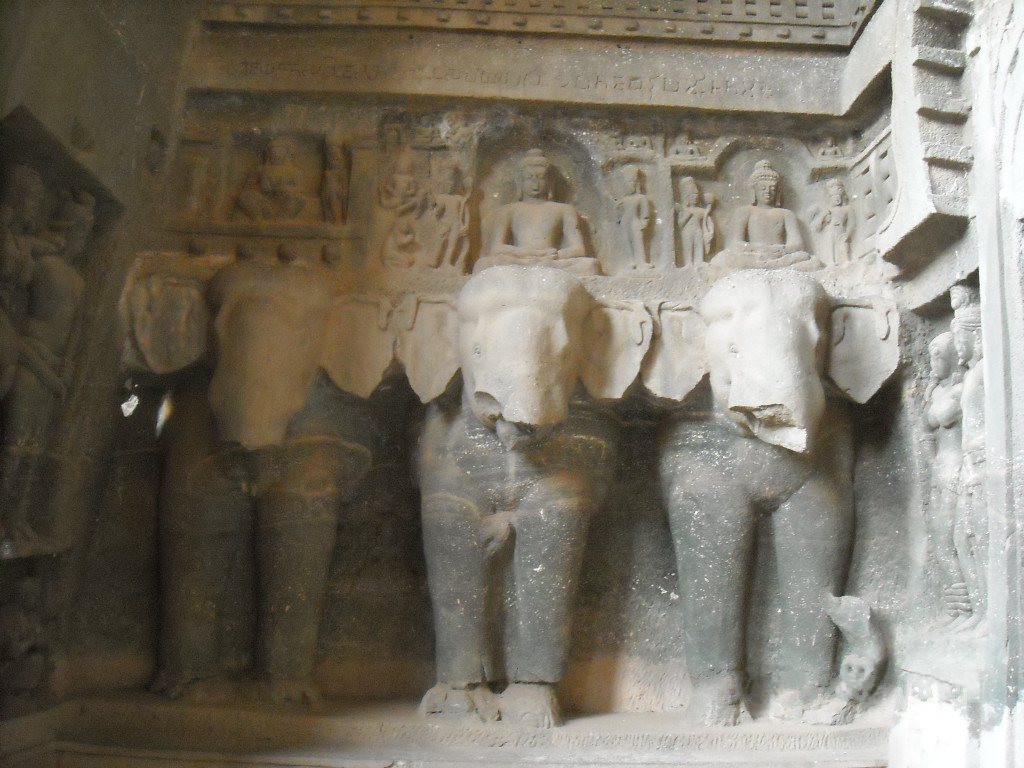
Elefant, motiu amb buda.